# Zmarli w roku 1807
Lista osób zmarłych w 1807:

## luty 1807
- 5 lutego – Pasquale Paoli, korsykański bohater narodowy[1]

## lipiec 1807
- 13 lipca – Henryk Benedykt Stuart, brytyjski kardynał, pretendent do tronu Szkocji i Anglii, książę Yorku[2]

## sierpień 1807
- 25 sierpnia – Franciszek Dionizy Kniaźnin, polski poeta, dramatopisarz i tłumacz[3]

## wrzesień 1807
- 5 września – Johann Christian Ruberg, niemiecki wynalazca w dziedzinie metalurgii[4]
- 18 września – Franciszek Smuglewicz, polski malarz i rysownik[5]

## listopad 1807
- 5 listopada – Angelika Kauffmann, szwajcarska malarka i portrecistka[6]